# Eva Raedt-de Canter
Eva Raedt-de Canter is het pseudoniem van Anna Elisabeth Johanna de Mooij (Breda, 11 januari 1900 – Purmerend, 27 februari 1975). Zij was een Nederlands romanschrijfster en vertaalster.

## Leven en werken
Raedt-de Canter was van 1923 tot 1932 gehuwd met de beeldhouwer Jaap Kaas, met wie ze een dochter (Anna-Marie) heeft en daarna met ceramist Willem Hendrik de Vries (Ceramische Industrie Edam en docent aan de Rietveld Academie). Over haar leven is verder weinig bekend, al werd bij de recensie van Internaat vaak vermeld dat het autobiografisch zou zijn.
Zij schreef een handvol romans, waarvan haar debuut (Internaat, 1930) wellicht het meest bekend is. Internaat gaat over het kostschoolleven van een jong Hollands meisje op een Franse zuster-school. Martinus Nijhoff sabelde het boek neer als broddelwerk, anderen zagen een veelbelovend debuut. In 1948 was er een derde druk, ook in 1965 werd het herdrukt.
In het midden van de jaren dertig was zij dankzij de bemiddeling van haar vriend Frans Coenen een tijdlang verbonden aan het secretariaat van het literaire tijdschrift Groot Nederland. Mogelijk heeft Coenen haar bij het schrijven van haar romans bijgestaan.
In 1935 verscheen haar boek Vrouwengevangenis, het op waarheid gebaseerde verhaal van een communistische kunstenares, Helen Ernst (1904-1948), die vanwege haar politieke ideeën in de gevangenis was gekomen. In het boek zijn tekeningen van Helen Ernst opgenomen.

## Receptie
Raedt de Canters werk was in de jaren 30-50 omstreden. Het Katholiek Lectuurrepertorium 1900-1952 schreef over haar werk:
Talentvolle schrijfster van psychologische romans; haar litteraire kwaliteiten worden in de schaduw gesteld door haar anti-christelijke exaltatie van de vrije liefde en de bandeloze zinnelijkheid. Sommige van haar boeken zijn te verwerpen.
Het repertorium zegt van haar romans Bohème, Geboorte en Huwelijk:
Verboden Lectuur, boeken die op grond van de Christelijke Zedenleer of van de Natuurwet voor de meeste lezers verderfelijk moeten worden geacht.
Van De vreemdeling in uw poorten, Vrouwengevangenis en Wankele waarheid:
Streng voorbehouden Lectuur, deze boeken mogen a) slechts bij uitzondering, b) om gegronde redenen, c) door welgevormde lezers worden gelezen.

### Romans
- 1930 - Internaat. 2e druk 1949
- 1931 - Geboorte. Roman van een jong leven
- 1932 - Huwelijk
- 1933 - Bohème
- 1934 - Ons Anneke
- 1935 - Vrouwengevangenis
- 1937 - De vreemdeling in uwe poorten
- 1941 - Wankele waarheid
- 1956 - Tafeltje dek je. Brief over de kookkunst aan Wiesje Bult
- 1962 - Engelen en dieven

### Verhalen
- 1935 - 'De droom' (novelle). In: De korte baan. Nieuwe Nederlandsche verhalen. Bijeengebracht door H. Marsman en E. du Perron.

### Vertalingen (een selectie)
- 1931 - Het laatste zeilschip van Heinrich Hauser
- 1932 - Het jaar van den tuinman, van Karel Čapek
- 1932 - Das Grimmingtor van Paula Grogger als De steenen poort
- 1933 - Over Holland, (2e druk 1934), van Karel Čapek
- 1934 - Hordubal, (2e druk 1938), van Karel Čapek
- 1935 - Paths of Glory van Humphrey Cobb als Kogels en kruisen, daarna (1947) Op het veld van eer
- 1937 - Oorlog met de salamanders, van Karel Čapek
- 1937 - Das Ochsenfurter Männerquartet van Leonhard Frank als Het mannenkwartet, roman
- 1945 - Portrait of a Marriage van Pearl S. Buck als Ons dagelijks brood
- 1951 - Sinister Errand van Peter Cheyney als Bericht van een dode
- ca. 1954 - Gigi van Colette (in Liefdesverhalen uit de wereldliteratuur)
- 1963 - Vlinders van Marlène, over Marlene Dietrich
- 1967 - Met de dood op huwelijksreis, van Dorothy L. Sayers